# Ananás
Ananás là một đô thị thuộc bang Tocantins, Brasil. Đô thị này có diện tích 1587 km², dân số năm 2007 là 9359 người, mật độ 5,9 người/km².